# Шах-Кола
Шах-Кола (перс. شاه كلا) — село в Ірані, у дегестані Дабуй-є Джонубі, у бахші Дабудашт, шагрестані Амоль остану Мазендеран. За даними перепису 2006 року, його населення становило 401 особу, що проживали у складі 104 сімей.

## Клімат
Середня річна температура становить 17,07°C, середня максимальна – 31,22°C, а середня мінімальна – 3,86°C. Середня річна кількість опадів – 877 мм.
| Клімат поселення                              | Клімат поселення | Клімат поселення | Клімат поселення | Клімат поселення | Клімат поселення | Клімат поселення | Клімат поселення | Клімат поселення | Клімат поселення | Клімат поселення | Клімат поселення | Клімат поселення | Клімат поселення |
| Показник                                      | Січ.             | Лют.             | Бер.             | Квіт.            | Трав.            | Черв.            | Лип.             | Серп.            | Вер.             | Жовт.            | Лист.            | Груд.            |                  |
| Середній максимум, °C                         | 11,22            | 11,62            | 14,69            | 20,56            | 24,23            | 27,49            | 31,01            | 31,22            | 28,50            | 23,70            | 18,41            | 14,15            |                  |
| Середня температура, °C                       | 7,54             | 7,94             | 11,02            | 16,88            | 20,55            | 23,82            | 26,02            | 26,22            | 23,53            | 18,72            | 13,42            | 9,18             |                  |
| Середній мінімум, °C                          | 3,86             | 4,26             | 7,34             | 13,19            | 16,87            | 20,14            | 21,09            | 21,26            | 18,54            | 13,74            | 8,46             | 4,20             |                  |
| Норма опадів, мм                              | 94               | 71               | 61               | 29               | 26               | 23               | 23               | 52               | 95               | 154              | 131              | 118              |                  |
| Середньомісячна швидкість вітру, м/с          | 2.08             | 2.50             | 2.48             | 2.44             | 2.40             | 2.81             | 2.70             | 2.12             | 2.00             | 1.90             | 1.95             | 2.10             |                  |
| Середньомісячна сонячна радіація, кДж/м²·день | 8264             | 10389            | 12483            | 15773            | 19943            | 21868            | 21674            | 18732            | 15405            | 11991            | 9562             | 7755             |                  |
| --------------------------------------------- | ---------------- | ---------------- | ---------------- | ---------------- | ---------------- | ---------------- | ---------------- | ---------------- | ---------------- | ---------------- | ---------------- | ---------------- | ---------------- |
| Джерело:                                      |                  |                  |                  |                  |                  |                  |                  |                  |                  |                  |                  |                  |                  |